# Oltipraz
 O oltipraz é um composto organosulfurado que pertence à classe das ditioletionas. Ele age como um esquistossomicida e é capaz de inibir o crescimento de tumores em diversos órgãos em experimentos com roedores. Contudo, testes clínicos do oltipraz não comprovaram a eficiência em humanos, mostrando efeitos colaterais significativos, tais como neurotoxicidade e toxicidade gastrointestinal.  O oltipraz é capaz de gerar radicais superóxido, que são tóxicos em quantidade excessiva.